# المدمن (الحديدة)

تعديل مصدري - تعديل

المدمن هي إحدى قرى مديرية زبيد، التابعة لمحافظة الحديدة اليمنية، بلغ تعداد سكانها 1375 نسمة حسب الإحصاء الذي أجري عام 2004.